# بني وركان
قرية بني وركان هي إحدى القرى التابعة لمركز العدوة بمحافظة المنيا في جمهورية مصر العربية. حسب إحصاءات سنة 2006، بلغ إجمالي السكان في بني وركان 7233 نسمة، منهم 3787 رجلا و3446 امرأة.